# Plotîcea, Ternopil
Plotîcea (în ucraineană Плотича) este o comună în raionul Ternopil, regiunea Ternopil, Ucraina, formată numai din satul de reședință.

## Demografie
Componența lingvistică a comunei Plotîcea
     Ucraineană (98,98%)
     Alte limbi (1,02%)
Conform recensământului din 2001, majoritatea populației comunei Plotîcea era vorbitoare de ucraineană (98,98%), existând în minoritate și vorbitori de alte limbi.